# طاقم الرحلة
طاقم الرحلة هو فيلم كوارث روسي من إخراج نيكولاي ليبيديف وإنتاج قناة روسيا 1 ومن بطولة فلاديمير ماشكوف، دانيلا كوزلوفسكي وأجني جروديت، صدر الفيلم داخل روسيا في 21 أبريل 2016.

## روابط خارجية
طاقم الرحلة على موقع IMDb (الإنجليزية)
- طاقم الرحلة على موقع روتن توميتوز (الإنجليزية)
- طاقم الرحلة على موقع قاعدة بيانات الأفلام العربية
- طاقم الرحلة على موقع أول موفي (الإنجليزية)
- طاقم الرحلة على موقع فيلمافينيتي (الإسبانية)
- طاقم الرحلة على موقع قاعدة بيانات الفيلم (الإنجليزية)
- طاقم الرحلة على موقع ليتربوكسد (الإنجليزية)
- طاقم الرحلة على موقع كينوبويسك (الروسية)